# Galleci

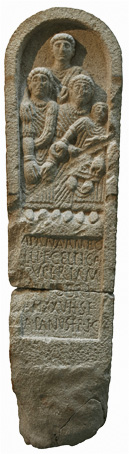
Testimonianza della romanizzazione: iscrizione latina su una lapide per Galleci

I Galleci (greco: Kallaikoi; latino: Callaici, Callaeci o Gallaeci) erano una tribù celtica della Spagna preromana. Il loro territorio, da Diocleziano denominato Gallaecia, si estendeva a nordovest della penisola iberica, nell'attuale Galizia, dal nord del Portogallo fino al fiume Douro, nell'ovest delle Asturie e nell'occidentale León. Questo corrisponde all'estensione della Castrocultura, risalente all'età del ferro, che tuttavia in Galizia lasciò appena qualche testimonianza.
Poi i Romani estesero il loro nome a tutta la regione spagnola che oggi si chiama Galizia. 

## Etimologia
Il nome Callaeci probabilmente deriva da Calle, la fortezza principale della tribù. Sulla costa c'era il porto detto Portus Calle, poi Portus Cale (oggi Porto). Altri pensano che il nome significhi "gli adoratori di Cailleach", una presunta antica dea poi diventata una figura della mitologia irlandese e della mitologia scozzese.

## Storia
I Galleci fanno la loro entrata nella storia scritta nel I secolo d.C. tramite il poema epico Punica di Silio Italico riguardante la prima guerra punica:
(Silio Italico, Punica Libro III. 344-347)
Ma i contatti con il mondo romano risalgono a prima. Infatti, intorno al 139 a.C., al tempo di Quinto Servilio Cepione, i Romani entrarono per la prima volta in contatto con i Gallaeci; il proconsole Decimo Iunio Bruto Callaico combatté contro la tribù dal 138 al 136 a.C., anche se non riuscì a sottometterla completamente. Altre campagne si svolsero dal 96 al 94 a.C. ad opera di Publio Licinio Crasso e dal 61 al 60 a.C. ad opera dell'allora propretore e governatore della provincia di Hispania, Gaio Giulio Cesare. La romanizzazione fu avviata, ma mai portata a termine, poiché i Romani erano interessati soprattutto alle vie di accesso ai giacimenti minerari della Gallaecia e al trasporto agevole.
I Galleci erano un gruppo di tribù o popoli divisi in numerosi populi, ogni populus contava circa dieci-dodicimila persone. Si dice che i Gallaeci non avessero un proprio dio, sebbene Strabone menzioni anche un "dio senza nome" al quale i Celtiberi sacrificano e per il quale eseguono danze di culto durante la luna piena. Sono note anche varie divinità della natura e le Matres Gallaicae (iscrizione da Clunia, l'odierna Peñalba de Castro a Huerta de Rey). In epoca romana, esistevano anche alcune divinità galiziano-romane, come lo Iuppiter Candamius. Venivano venerati anche il Serapide egiziano e il Mitra iraniano.

## Archeologia

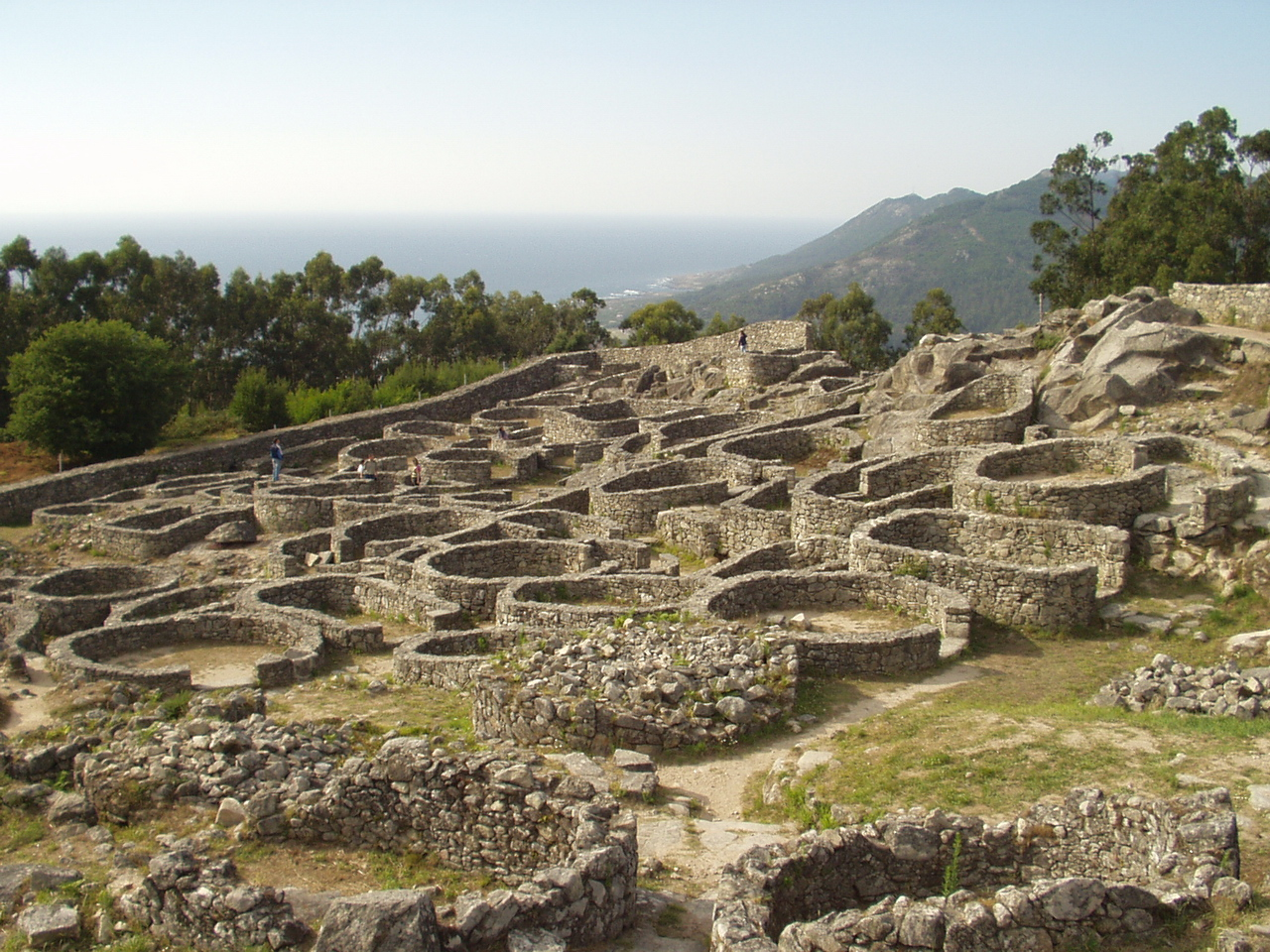
Veduta del Castro de santa Trega, II secolo a.C..

Dal punto di vista archeologico, i Galleci si sono evoluti dalla locale cultura atlantica dell'età del bronzo (1300-700 a.C.). Durante l'Età del Ferro ricevettero ulteriori influenze, tra cui quelle delle culture iberica e celtiberica meridionale, dell'Europa centro-occidentale (cultura di Hallstatt e, in misura minore, di La Tène) e del Mediterraneo (fenici e cartaginesi). I Gallaeci abitavano in fortezze collinari (localmente chiamate castri) e la cultura archeologica da loro sviluppata è nota agli archeologi come Castrocultura, una cultura di fortezze collinari (di solito, ma non sempre) con case rotonde o allungate.
Lo stile di vita dei Galleci si basava sull'occupazione del territorio, in particolare su insediamenti fortificati, noti in lingua latina come castra (castelli) o oppida (cittadelle); le loro dimensioni variavano da piccoli villaggi di meno di un ettaro (più comuni nel territorio settentrionale) a grandi cittadelle murate con più di 10 ettari, talvolta denominate oppida, essendo queste ultime più comuni nella metà meridionale del loro insediamento tradizionale e intorno al fiume Ave.
A causa della natura dispersa dei loro insediamenti, le grandi città erano rare nella Gallaecia preromana, anche se sono stati identificati alcuni oppida di medie dimensioni, come gli oscuri Portus Calle (noto anche come Cales o Cale; Castelo de Gaia, vicino a Porto), Avobriga (Castro de Alvarelhos - Santo Tirso?), Tongobriga (Freixo - Marco de Canaveses), Brigantia (Braganza?), Tyde/Tude (Tui), Lugus (Lugo) e il porto commerciale atlantico di Brigantium (detto anche Carunium; Betanzos - La Coruña).
Questo tipo di sostentamento nei castelli era comune in tutta Europa durante l'età del bronzo e del ferro, ottenendo nel nord-ovest della penisola iberica il nome di "cultura di Castro" (cultura Castrum) o "cultura del castelliere", che allude a questo tipo di insediamento prima della conquista romana. Tuttavia, diversi castellieri galiziani continuarono a essere abitati fino al V secolo d.C..
Questi villaggi o città fortificate tendevano a essere situati sulle colline e, occasionalmente, su promontori rocciosi e penisole vicino alla costa, per migliorare la visibilità e il controllo del territorio. Questi insediamenti erano situati in posizione strategica per un migliore controllo delle risorse naturali, compresi i minerali come il ferro. I castellieri e gli oppida gallaziani mantengono una grande omogeneità e presentano chiari punti in comune. Le cittadelle, invece, funzionavano come città-stato e potevano presentare tratti culturali specifici.
Gli insediamento autosufficienti, legati da vincoli di parentela, era retti da un capo guerriero sostenuto da un consiglio di anziani. I guerrieri occupavano una posizione importante nella tribù. Le donne svolgevano un ruolo importante nella coesione delle famiglie e dei clan ed è probabile che la successione matrilineare fosse predominante. L'economia era basata sull'agricoltura, l'allevamento e la pesca. Anche l'attività estrattiva nelle miniere di minerali e un famoso commercio di oreficeria erano importanti fonti di reddito; lo sfruttamento di giacimenti di stagno, tungsteno e oro e la lavorazione di gioielli d'oro sono archeologicamente provati anche per il periodo preromano. Specifico della Gallaecia è anche il vasellame dell'Età del Ferro decorato con bolli, che altrimenti compare solo in aree europee ben definite (Spagna centrale, cultura di La Tène, Bretagna).